# Генетичний фінґерпринтинг

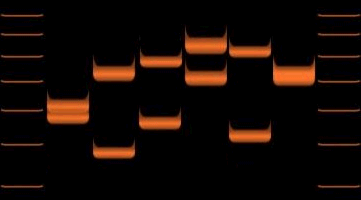
Рис.1

Генна дактилоскопія, генетичний фінгенпринтінг, фінгерпринтінг (від англ. fingerprinting — «зняття відбитків пальців») або метод генетичних відбитків пальців — метод розрізнення індивідуумів за допомогою використання зразків їх ДНК. Перший варіант методу був розроблений Алеком Джеффрісом в Лестерському університеті в 1985 році. Більшість нуклеотидних послідовностей ДНК кожних двох людей зазвичай ідентична. В методі фінгерпринтінгу використовуються, проте, надзвичайно варіабельні послідовності, які дозволяють розрізнити неоднакових людей. Джеффріс визнав, що у кожної особи є унікальна модель мінісателітів (проте існують випадки їх ідентичності в однояйцевих близнюків). За часів Джеффріса ДНК розрізали ферментами, щоб генерувати фрагменти. Крім того, використовували радіоактивність для їхнього маркування.

## Історія
Починаючи з 1980-х років, наукові досягнення дозволили використовувати ДНК як матеріал для ідентифікації особистості. Перший патент, що стосується прямого використання варіації ДНК для криміналістики, був поданий доктором Джефрі Гласбергом у 1983 році. У Великій Британії генетик Сер Алек Джеффріс незалежно розробив процес профілювання ДНК на початку наприкінці 1984 р. під час роботи на кафедрі генетики Університету Лестера.
Процес, розроблений Джеффрісом спільно з Пітером Гіллом та Дейвом Верреттом із Служби криміналістичної науки (FSS), вперше був застосований у криміналістичній справі при вирішенні вбивства двох підлітків, які були зґвалтовані та вбиті в Нарборо, Лестершир у 1983 та 1986 роках . У розслідуванні вбивства на чолі з детективом Девідом Бейкером ДНК, що містилася у зразках крові, отриманих добровільно від близько 5000 місцевих чоловіків, призвела до засудження Коліна Пітчфорка. Його ДНК відповідала тій, що була залишеною вбивцею. Це підтверджувало присутність Пітчфорка на обох місцях злочину; він визнав вину в обох вбивствах.

## Застосування
У судово-медичній експертизі метод фінгерпринтінгу використовується для ідентифікації підозрюваних по зразках крові, волосся, слини або сперми. Це вже привело до кількох випадків реабілітації підозрюваних, навіть після оголошення вироку. Метод також використовується для встановлення ідентичності людських залишків, тесті на батьківство, відповідності донорських органів, дослідження популяції диких тварин і встановлення походження продуктів харчування. Метод може використовуватися і для перевірки гіпотез про походження етнічних груп.
Метод фінгерпринтінгу вимагає певного законодавства, щоб мати юридичну силу. Зазвичай тест є добровільним, але може бути обов'язковим за допомогою судового ордеру або запиту. Декілька юрисдикцій почали збирати бази даних, що містять інформацію ДНК злочинців. Найбільші у світі бази даних ДНК підтримують США (NDNAD) та Велика Британія, кожна містить понад 4,5 мільйони записів станом на 2007 рік. Розмір баз даних та право держави на збір даних, проте, викликають занепокоєння деяких правозахисних організацій в обох країнах.

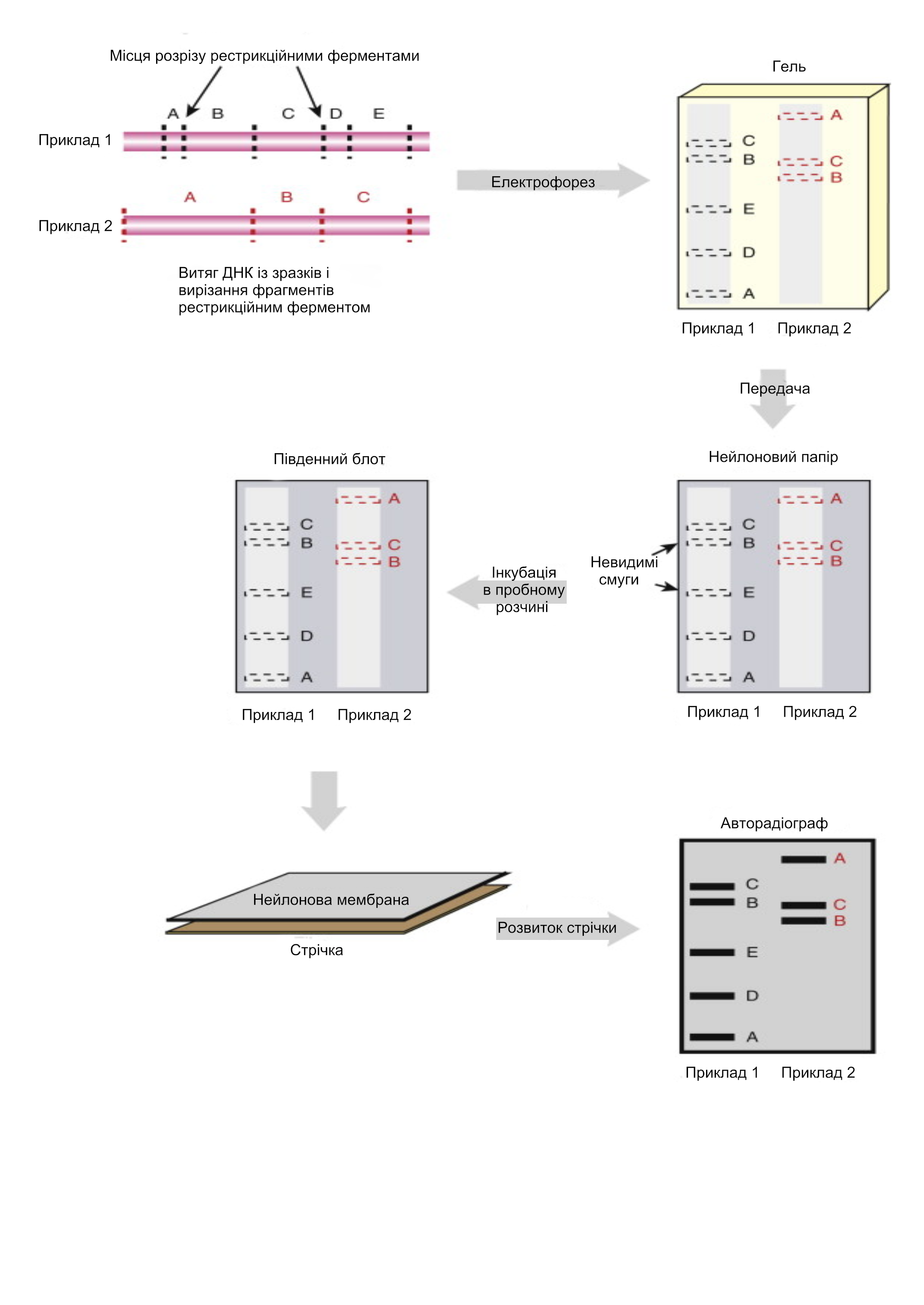
Рис.2 Метод створення унікального відбитка

## Метод створення унікального відбитка (Рис. 2)
1. Отримання зразків клітин (шкіра та її виділення, волосся, клітини крові тощо);
2. Очищення ДНК за допомогою методів SLP або MLP (про них йтиметься потім);
3. Розрізання ДНК рестрикційним ферментом;
4. Частинки розділяються за довжиною або молекулярною масою гелевим електрофорезом;
5. Фрагменти візуалізуються. Ті, що відокремлені, переносяться з гелю на нейлоновий папір;
6. Додається радіоактивно мічений ДНК-зонд, який пов'язує ці частинки з комплементарними послідовностями;
7. Промокання покривають плівкою, чутливою до радіації (для отримання авторадіографа), яка показує розташування тих фрагментів ДНК, що реагували з радіоактивним зондом;
8. Кінцевим продуктом відбитка ДНК є авторадіограф, який містить щонайменше п'ять основних смуг.

Маркери — це стандартизовані фрагменти ДНК відомого розміру, які були радіоактивно мічені. Вони допомагають визначити розмір різних фрагментів.
На дослідних смугах є зразки жертви, підсудного та місця злочину. На цьому прикладі кров з одягу підозрюваного порівнювали з його власною та кров'ю жертви. ДНК з одягу підозрюваного насправді відповідає ДНК потерпілого.

## Очищення ДНК
Очищення ДНК — один із найважливіших пунктів створення унікального відбитка. Його роблять двома найпопулярнішими та найефективнішими методами: мультилокусним та однолокусним зондуванням.

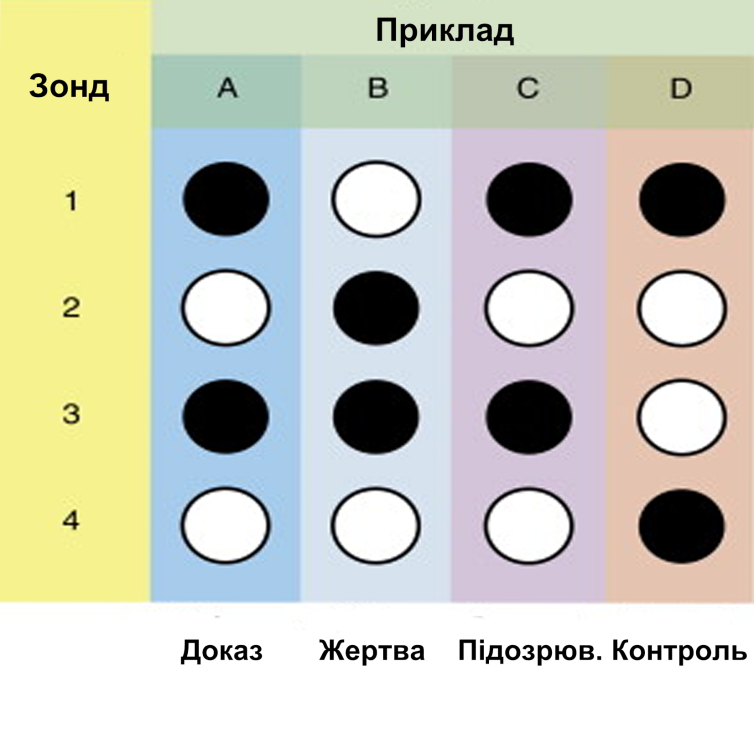
Рис.3 ДНК потерпілого, підозрюваного та докази були відокремлені за допомогою SLP. Продукти SLP із доказів, потерпілого, підозрюваного та контролю застосовувались як чотири окремі плями на капроновій мембрані. Її обробляли чотирма різними зондами, так що кожен зонд контактував з кожним із різних продуктів SLP. Зауважте: модель підозрюваного та докази однакові. Отже, підозрюваний був присутній на місці злочину.

Метод мультилокусного зондування (MLP). Мультилокусні зонди зв'язуються з кількома ділянками в геномі і відповідно генерують кілька смуг у кожної людини. Оскільки невідомо, яка саме група походить з якого конкретного локусу, інтерпретація є складною. Крім того, статистичний аналіз недоцільний, дані не можуть бути надійно стандартизовані для посилання. На практиці відбитки пальців, згенеровані MLP, повинні безпосередньо порівнюватися з іншими, що працюють на тому ж гелі.
Метод однолокусного зондування (SLP). У SLP кожний зонд специфічний для окремого локусу в геномі. Оскільки люди є диплоїдними, кожен зонд SLP зазвичай породжує дві смуги, за умови, що обраний локус демонструє істотне алельне змінення. Для повної ідентифікації за допомогою SLP необхідно провести кілька реакцій, кожна з яких використовує інший зонд SLP.
Використання SLP:
- підготовка ДНК до дактилоскопічного дослідження;
- генерування сегментів ДНК для прямого порівняння шляхом секвенування ДНК або гібридизації;
- ампліфікація невеликих ділянок ДНК з високою мінливістю від людини до людини. Якщо послідовності двох зразків збігаються в декількох дуже змінних регіонах, вони, ймовірно, від однієї людини.

Гібридизація (Рис.3):
- плями зразків ДНК зв'язуються з мембраною і тестуються на зв'язування ДНК-зонда, який позначений флуоресцентним барвником (радіоактивні зонди використовувались на ранніх роботах);
- такі плями зонд або зв'язує, або ні, тому будь-яка пляма є або позитивною, або негативною.

Історично MLP використовувався до SLP. Однак у SLP-аналізах використовується менша кількість матеріалу, та їх легше інтерпретувати та порівнювати. Точний статистичний аналіз можливий саме  завдяки даним SLP. Отже, метод MLP значною мірою був витіснений методом SLP.

## Становище в Україні
В окремих обласних Управліннях МВС України при науково-дослідних експертно-криміналістичних центрах діють лабораторії які проводять ідентифікацію за геномом людини.
Через відсутність необхідної законодавчої бази в Україні станом на 2008 р. відсутній єдиний національний реєстр (окрім реєстру ДНК невпізнаних трупів).

## Геномний фінґерпринтинг
Геномний фінгерпринтинг містить комплекс молекулярно-генетичних методів на основі полімеразної ланцюгової реакції, що представлений широким спектром методів аналізу прокаріот, які полягають в ампліфікації різноманітних послідовностей бактеріального геному.
Генетичний аналіз окремих мікроорганізмів та їх природних асоціацій може проводитись з використанням для ампліфікації праймерів, специфічних до послідовностей певних мікроорганізмів чи універсальних праймерів, за допомогою яких створюється безліч ДНК-ампліконів, що походять від різних бактерій. Ці амплікони називають геномними фінгерпринтами, а сам метод — геномним фінгерпринтингом. Фінгерпринти окремих бактерій або бактеріальних асоціацій розділяють за допомогою різноманітних методик.
Для отримання фінгерпринту використовують в основному три методи: AP-ПЛР/RAPD, ампліфікація ДНК-повторів та AFLP-аналіз.